# .gr
.gr is het achtervoegsel van domeinen van websites uit Griekenland.